# Olympiska sportarenan

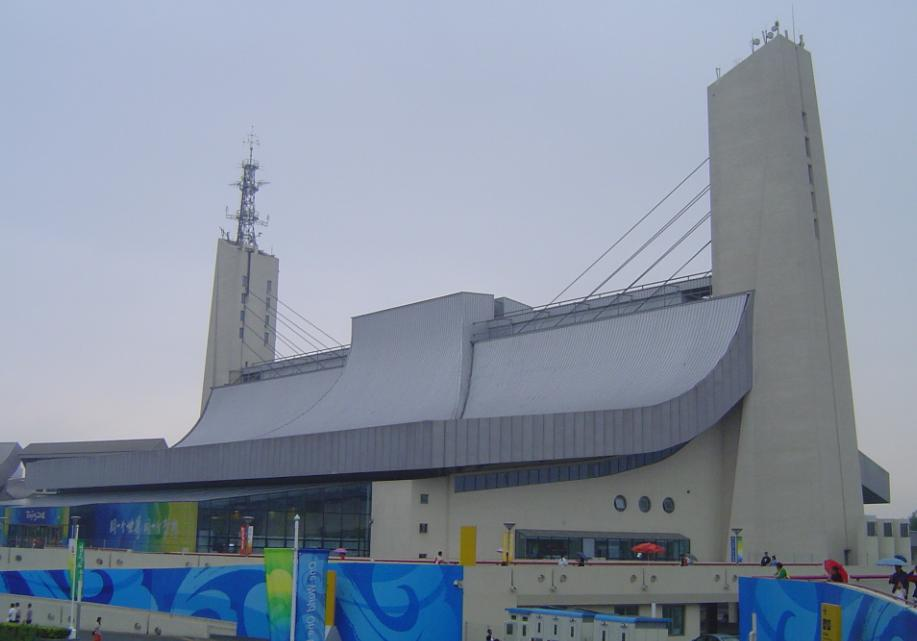
Olympiska sportarenan.

Olympiska sportarenan (kinesiska: 奥体中心体育馆) är en inomhusarena i Peking, Kina. Arenan ligger strax söder om Olympiaparken vid Olympiska sportcentret. Den byggdes till de asiatiska spelen 1990.
I samband med de olympiska sommarspelen 2008 renoverades arenen, och dess publikkapacitet ökades från 6 000 till 6 300 åskådare. Den har en golvyta på 47 410 kvadratmeter, varav 28 000 i den största hallen. 
Under OS användes arenan för gruppspel och kvartsfinaler i handbollsturneringen. Den användes också som träningsarena för goalball, rullstolsbasket, rullstolsfäktning och rullstolsrugby vid de paralympiska spelen.
Efter spelen används den som träningshall för kinesiska idrottslag och allmänheten.

### Fotnoter
1. ↑  Svenska namn enligt TT-språket. ”Andra språk // Kinesiska namn - OS-arenor” (HTML). http://www.tt.se/ttsprak/skrivregler/searchResultViewResult.aspx?chapter=12&page=9&xml=ttspraket.xml&template=ttspraket.inc&section=2&search=olympiska. Läst 25 september 2008.[död länk] Engelska och kinesiska namn enligt The Official Website of the Beijing 2008 Olympic Games (2008). ”Olympic Sports Center Gymnasium” (på engelska) (HTML). Arkiverad från originalet den 9 augusti 2008. https://web.archive.org/web/20080809143056/http://en.beijing2008.cn/venues/osg/index.shtml. Läst 24 september 2008.